# 約書亞·普里莫
約書亞·林肯·亞歷山大·普里莫（英語：Joshua Lincoln Alexander Primo，2002年12月24日—）為加拿大職業籃球運動員，場上主打得分後衛位置，目前為自由球員。大學就讀阿拉巴馬大學效力於阿拉巴馬赤潮隊，在2021年NBA選秀中以首輪第12顺位被聖安東尼奧馬刺选中。

## 高中生涯
普里莫高中就讀位於西維吉尼亞州亨廷頓的亨廷頓預備學校，他在那邊與JT·索爾成為隊友。隨後他轉學至位於安大略省士嘉堡的皇冠學院（Royal Crown Academic School）。普里莫高中時提早畢業並跳級至2020級。247Sports將普里莫評級為5星高中生，隨後他承諾加入阿拉巴馬大學，並放棄克瑞頓大學的邀請。

## 大學生涯
大一新人賽季，普里莫成為大學籃球聯賽中年紀最小的人，他場均獲得8.1分、3.4籃板，並且獲選為東南聯盟年度新秀第一隊。但同時該賽季他也因為左內側副韌帶扭傷而缺陣3場比賽。2021年4月21日，他宣布他將投入2021年NBA選秀，但同時將保留他大學籃球的資格。在同年7月30日，普里莫宣布他因為在NBA新秀體測會上具有良好表現，因此他將持續投入選秀。

## 職業生涯

### 聖安東尼奧（2021–至今）
普里莫在2021年NBA選秀中以首輪第12順位被聖安東尼奧馬刺選中。這個選擇出乎外界意料，普里莫本人亦未預期自己會以這個高順位中選。多家模擬選秀都將他放在第20順位之後，而非樂透區，甚至有些更將他放在首輪以外。選秀會後，普里莫的經紀人拉馬薩（Todd Ramasar）透露原本有一支選秀順位高於馬刺的球隊打算選下普里莫，因有另一名球員掉到他們的順位才作罷。
隨後他也代表馬刺隊參加NBA夏季聯賽。2021年8月11日，馬刺隊宣布將與普里莫簽下合約。

## 國家隊生涯
2019年，普里莫代表加拿大參加希臘伊拉克利翁舉辦的U19青年世界盃錦標賽，以16歲的年紀成為隊上年紀最小的成員，場均可獲得4.2分。

## 生涯數據

### 大學
| 賽季    | 球隊     | GP | GS | MPG  | FG%  | 3P%  | FT%  | RPG | APG | SPG | BPG | PPG |
| ------- | -------- | -- | -- | ---- | ---- | ---- | ---- | --- | --- | --- | --- | --- |
| 2020–21 | 阿拉巴馬 | 30 | 19 | 22.5 | .431 | .381 | .750 | 3.4 | .8  | .6  | .3  | 8.1 |